# Saint-Julien-des-Chazes
Saint-Julien-des-Chazes is een gemeente in het Franse departement Haute-Loire (regio Auvergne-Rhône-Alpes) en telt 78 inwoners (2009). De plaats maakt deel uit van het arrondissement Brioude.

## Geografie
De oppervlakte van Saint-Julien-des-Chazes bedraagt 6,6 km², de bevolkingsdichtheid is dus 11,8 inwoners per km².
De onderstaande kaart toont de ligging van Saint-Julien-des-Chazes met de belangrijkste infrastructuur en aangrenzende gemeenten.

## Demografie
Onderstaande figuur toont het verloop van het inwonertal (bron: INSEE-tellingen).